# Torsten Wiesel
Torsten Nils Wiesel (Upsala, Suecia, 3 de junio de 1924) es un neurobiólogo sueco ganador del Premio Nobel de Medicina en 1981, con el canadiense David H. Hubel por sus descubrimientos concernientes al proceso de información en el sistema visual. El premio fue compartido con Roger W, Sperry por su investigación independiente de los hemisferiores cerebrales.

## Biografía
Wiesel estudió Medicina en el Instituto Karolinska de Estocolmo, graduándose en 1954. Inició su carrera docente en ese mismo instituto, para posteriormente trasladarse a los Estados Unidos donde impartió cátedras de Fisiología en la Escuela de Medicina de la Universidad Harvard y la Universidad Johns Hopkins. En 1983 se traslada a la Universidad Rockefeller de Nueva York siendo presidente de esta universidad desde 1992.
Wiesel fue distinguido con el Premio Nobel de Fisiología y Medicina por sus aportaciones en el estudio del área visual de la corteza cerebral. Compartió este honor con el canadiense David Hubter Hubel y el estadounidense Roger Wolcott Sperry.

## Carrera
Wiesel nació en Uppsala, Suecia, en 1924, el menor de cinco hermanos. En 1947 comenzó su carrera científica en el laboratorio de Carl Gustaf Bernhard en el Instituto Karolinska, donde se licenció en Medicina en 1954. Luego enseñó en el departamento de fisiología del instituto y trabajó en la unidad de Psiquiatría infantil del Instituto Karolinska, Hospital. En 1955 se mudó a los Estados Unidos para trabajar en la Facultad de Medicina Johns Hopkins con Stephen Kuffler. Wiesel inició una beca en Oftalmología y en 1958 se convirtió en profesor asistente. Ese mismo año conoció a David Hubel, iniciando una colaboración que duraría más de veinte años. En 1959 Wiesel y Hubel se trasladaron a la Universidad de Harvard. Se convirtió en instructor de farmacología en la Facultad de Medicina de Harvard, comenzando una carrera de 24 años en la Universidad. Se convirtió en profesor del nuevo departamento de Neurobiología en 1968 y en su presidente en 1973.
En 1983, Wiesel se incorporó a la facultad de la Universidad Rockefeller como profesor Vincent y Brooke Astor y jefe del Laboratorio de Neurobiología. Fue presidente de la Universidad de 1991 a 1998. En la Universidad Rockefeller sigue siendo codirector del Centro Shelby White y Leon Levy para la Mente, el Cerebro y el Comportamiento.
De 2000 a 2009, Wiesel se desempeñó como secretario general del Programa Científico de la Frontera Humana, una organización con sede en Estrasburgo, Francia, que apoya la colaboración internacional e interdisciplinaria entre investigadores en ciencias de la vida. Wiesel también ha presidido el consejo asesor científico del Instituto Nacional de Ciencias Biológicas (NIBS) de China en Beijing y copreside la junta de gobernadores del Instituto de Ciencia y Tecnología de Okinawa (OIST). También es miembro de las juntas directivas del Centro Pew sobre Cambio Climático Global, del Hospital de Cirugía Especial y miembro del consejo asesor del Instituto Europeo de Investigación del Cerebro (EBRI).
Wiesel también se ha desempeñado como presidente de la junta directiva del Centro de Investigación del SIDA Aaron Diamond (1995-2001), presidente de la Sociedad de Neurociencia (1978-1979) y de la Organización Internacional de Investigación del Cerebro (1998-2004). Fue presidente de la junta de gobernadores de la Academia de Ciencias de Nueva York (2001-2006); y fue presidente y director interino de la academia en 2001-2002. 

## Investigación
Los experimentos de Hubel y Wiesel ampliaron enormemente el conocimiento científico del procesamiento sensorial. En un experimento, realizado en 1959, insertaron un microelectrodo en la corteza visual primaria de un gato anestesiado. Luego proyectaron patrones de luz y oscuridad en una pantalla frente al gato. Descubrieron que algunas neuronas se activaban rápidamente cuando se les presentaban líneas en un ángulo, mientras que otras respondían mejor en otro ángulo. Llamaron a estas neuronas "células simples". Otras neuronas, a las que denominaron "células complejas", respondieron mejor a líneas de cierto ángulo que se movían en una dirección. Estos estudios mostraron cómo el sistema visual construye una imagen a partir de estímulos simples hasta representaciones más complejas. 
Hubel y Wiesel recibieron el Premio Nobel en 1981 por su trabajo sobre las columnas de dominancia ocular en los años 1960 y 1970. Al privar a los gatos de usar un ojo, demostraron que las columnas de la corteza visual primaria que recibían información del otro ojo asumieron las áreas que normalmente recibirían información del ojo privado. Estos gatos tampoco desarrollaron áreas que recibieran información de ambos ojos, una característica necesaria para la visión binocular y la estereopsis. Los experimentos de Hubel y Wiesel demostraron que la dominancia ocular se desarrolla irreversiblemente temprano en el desarrollo infantil. Estos estudios abrieron la puerta a la comprensión y el tratamiento de las cataratas y el estrabismo infantil. También fueron importantes en el estudio de la plasticidad cortical. 

## Premios y reconocimientos
Wiesel es miembro de la Real Academia Sueca de las Ciencias, de la Academia Serbia de las Ciencias y las Artes, y miembro extranjero de la Academia Nacional de Ciencias de la India, además de poseer los siguientes premios y honores
- Doctor honoris causa por la Universidad de Pavía en 2006.

- Orden del Sol Naciente, Gran Cordón, 2009 (Japón).

- Doctor honoris causa en Ciencias, Universidad de Camboya en 2010.[4]

- Premio Nobel de Fisiología o Medicina en 1981.

- Premio Louisa Gross Horwitz de la Universidad de Columbia, en 1978.

- Elegido miembro de la Academia Americana de las Artes y las Ciencias en 1967.[5]

- Premio Dr. Jules C. Stein en 1971.[6]

- Medalla Ferrier y Conferencia de la Royal Society en 1971

- Premio Lewis S. Rosenstiel en 1972

- Premio Freidenwald en 1975

- Premio Karl Spencer Lashley en 1977.[6]

- Premio Ledlie en 1980.[6]

- Elegido miembro de la Academia Nacional de Ciencias de Estados Unidos en 1980.

- Elegido miembro de la American Philosophical Society en 1982.[7]

- Elegido miembro extranjero de la Royal Society (ForMemRS) en 1982.[8]

- Premio W.H. Helmerich III en 1989.[6]

- Premio Ralph W. Gerard de Neurociencia en 1993

- Premio Helen Keller de Investigación sobre la Visión en 1996.[6]

- Premio Presidencial en 1998.[6]

- Medalla David Rall en 2005

- Medalla Nacional de Ciencia en 2005 (EE. UU.).

- Medalla a la Excelencia Marshall M. Parks MD en 2007.[6]

En 2001, Wiesel fue propuesto para un puesto en un grupo consultivo de los Institutos Nacionales de Salud para asesorar sobre la ayuda a la investigación en los países en desarrollo. El republicano Tommy Thompson, que en aquel momento era Secretario de Salud y Servicios Humanos, rechazó a Wiesel. Además de Wiesel, la oficina de Thompson rechazó otras 18 (de 26) candidaturas y, a cambio, recomendó a otros científicos que el denunciante Gerald Keusch describió en una entrevista como «pesos ligeros» sin «ninguna credibilidad científica». Cuando se rechazó el nombre de Wiesel, un funcionario de la oficina de Thompson dijo a Keusch que Wiesel había «firmado demasiadas cartas a toda página en The New York Times criticando al Presidente Bush». Este incidente fue citado por el grupo de defensa Union of Concerned Scientists como parte de un informe que detallaba sus acusaciones de abuso de la ciencia bajo la administración del presidente George W. Bush..
Wiesel fue uno de los ocho galardonados en 2005 con la Medalla Nacional de la Ciencia. En 2006, recibió la Medalla de Oro Ramón y Cajal del Consejo Superior de Investigaciones Científicas (CSIC). En 2007, tanto Wiesel como Hubel recibieron la medalla Marshall M. Parks, MD de la Children's Eye Foundation.